# Thelia hirtella
Thelia hirtella là một loài Rêu trong họ Theliaceae. Loài này được (Hedw.) Sull. & Lesq. miêu tả khoa học đầu tiên năm 1856.